# リカルトンパーク競馬場
リカルトンパーク競馬場（りかるとんぱーくけいばじょう、Riccarton Racecourse）は、ニュージーランド南島クライストチャーチにある競馬場。

## 概要
1855年に設立。左回りの芝コースで、1周2400メートル、直線400メートルのコースである。
カンタベリージョッキークラブ（Canterbury Jockey Club）によって運営され、場内にはサウスアイランド博物館が存在する。

## 主な競走
G2以上。※2013/2014シーズンの施行時期と賞金に基づく。
- ニュージーランド2000ギニー（New Zealand 2000 Guineas） - G1。3歳。1600メートル。40万NZドル。11月上旬（ニュージーランドCウィーク）。1973年のクラシック再編で創設された。

- クープランドベーカリー・マイル（Couplands Bakeries Mile）- G2。3歳上。1600メートル。ハンデ。23万NZドル。クライストチャーチの大手小売業者クープランド・ベーカリーがスポンサーとなり、G2戦ながらG1戦を上回る賞金を出している。11月中旬（ニュージーランドCウィーク）。

- ニュージーランド1000ギニー（New Zealand 1000 Guineas） - G1。3歳牝。1600メートル。30万NZドル。11月中旬（ニュージーランドCウィーク）。1973年のクラシック再編で創設された。

### その他の競走
- ニュージーランドカップ（New Zealand Cup） - G3。3歳上。3200メートル。ハンデ。25万NZドル。1865年創設で国内最古級の長距離重賞。2013年現在はG3戦だが、賞金はG1戦を越える。